# Daniel Arosenius (1764–1838)
Daniel Arosenius, född 6 januari 1764 i Västerås församling, död 10 november 1838 i Söderbärke församling, var en svensk präst.

## Biografi
Daniel Arosenius föddes 1764 i Västerås församling. Han var son till kyrkoherden Pehr Arosenius i Söderbärke församling. Arosenius blev 1778 student vid Uppsala universitet och blev 20 augusti 1784 kollega vid Västerås trivialskola. Han blev i mars 1816 kyrkoherde i Söderbärke församling med tillträde samma år och blev samma år prost. Han blev i februari 1838 kontraktsprost i Norrbärke kontrakt. Arosenius avled av slag 1838 i Söderbärke församling.

### Familj
Arosenius gifte sig första gången 2 november 1794 med sin kusin Christina Ulrika Hülphers (1762–1801). Hon var dotter till direktören Abraham Hülpers och Anna Christina Grave. De fick tillsammans barnen Agnes Christina Arosenius, som var gift med kyrkoherden Pehr Wahlgren i Säfsnäs församling, och Maria Ulrica Arosenius, som var gift med kaptenen Ad. Aminoff vid Västmanlands regemente.
Arosenius gifte sig andra gången 24 juni 1802 med Catharina Brita Sääf (född 1776). Hon var dotter till fabrikören Martin Sääf i Nyköping. De fick tillsammans barnen kyrkoherden Daniel Arosenius i Lillhärads församling, Catharina Charlotta Arosenius, som var gift med kyrkoherden A. Källström i Sofia Magdalena församling, Johanna Arosenius, som var gift med kyrkoherden Daniel Edvard Boethius i Säfsnäs församling, Hevig Sophia Arosenius (född 1812), Elsa Margareta Arosenius (född 1814), som var gift med handlanden E.G. Arborelius, handlanden Carl Eric Arosenius i Nyköping, Fredrik Reinhold Arosenius och Anna Lovisa Arosenius som var gift med kyrkoherden H. J. Robson i Ängsö församling.